# 野田弘朝
野田 弘朝（のだ ひろとも）は、戦国時代の武将。足利氏（古河公方）の家臣。関東野田氏当主。下総国栗橋城主。

## 略歴
3代古河公方・足利高基により改易された野田右馬助の後継と考えられている  が、史料が不十分で即断できない 。古河公方（高基あるいは足利晴氏）から偏諱を受けていないことから、元服時には正当な後継者と見なされていなかった可能性がある。関東野田氏は弘朝以後も古河公方から偏諱を受けておらず、同じ公方重臣・簗田氏の簗田成助・政助・高助・晴助と対照的である。このことは、弘朝の家督継承の経緯や当時の古河公方との関係を示唆すると考えられている。
天文23年（1554年）、前・古河公方の足利晴氏・藤氏父子は、後北条氏による公方家介入を排除するため、古河城に籠城・抵抗する。このとき、弘朝は5代公方・足利義氏と、その後ろ盾となった後北条氏の側に立ち、弟・景範と共に晴氏らの抵抗を鎮圧。その恩賞として、北条氏康から旧領39ヵ村、新領10ヵ村を安堵された 。このうち旧領の一部は、弘朝が晴氏・藤氏に属したときに没収されていた   ので、旧領回復のために後北条氏側に転じたと考えられる 。
弘治3年（1557年）、足利晴氏・藤氏父子は再度、古河城奪取と後北条氏への抵抗を試みるが失敗。拘束された晴氏は栗橋城主・野田氏の許に預けられた。永禄3年（1560年）5月、晴氏は幽閉状態におかれたまま、元栗橋の「嶋」で死去している。
同じく永禄3年、上杉謙信が後北条氏攻略のために関東に入り、古河公方・足利義氏の関宿城を取り囲んだ祭には、義氏に従って籠城し、のちに義氏が城を出た時も随行した 。翌永禄4年（1561年）、義氏は関宿城から下総小金城・江戸城、同5年（1562年）には上総国佐貫城、最後には鎌倉に御座を移すが、弘朝は最後まで義氏に付き従い、鎌倉で死去した 。時期は終見文書  がある永禄7年（1564年）5月から、他の文書で死去後であることが確認できる同10年12月以前である 。